# Paralepidocephalus guishanensis
Paralepidocephalus guishanensis är en fiskart som beskrevs av Li 2004. Paralepidocephalus guishanensis ingår i släktet Paralepidocephalus och familjen nissögefiskar. Inga underarter finns listade i Catalogue of Life.